# Józef Marcinkowski
Józef Marcinkowski (Pseudonyme: „Tracz“ (Sägewerker), „Kłos“ (Ähre, Ohr)) (* 4. Juli 1905 in Biskupice Radłowskie, Polen; † 15. Juni 1993 in Myślenice, Woiwodschaft Kleinpolen) war ein polnischer Lehrer, Anwalt, Aktivist und Politiker.

## Leben

### Ausbildung und Beruf
Marcinkowski stammte aus einer Bauernfamilie.
Nach Beendigung des Gymnasiums in Tarnów 1924 studierte er an der Jagiellonen-Universität in Krakau polnische Philologie, Geschichte und Rechtswissenschaft.
1930 erhielt er den Titel eines Magisters der Philosophie und 1936 eines Magisters des Rechts.
Seit 1928 arbeitete Marcinkowski als Lehrer.

### Gesellschaftliches Engagement
Ab 1924 war Marcinkowski im Kleinpolnischen Jugendverband (Małopolski Związek Młodzieży, MZM) in Krakau aktiv.
Ab 1926 gehörte er der polnischen Volksakademischen Jugend (Polska Akademicka Młodzież Ludowa, 1922–1939) an.
1928 wurde er zum Präsidenten dieser Organisation ernannt.
Er war auch Mitbegründer der Ländlichen Jugend (Związek Młodzieży Wiejskiej, ZMW).
Von 1930 bis 1937 arbeitete er in der Gesellschaft für Bildung in Krakau mit.
Marcinkowski war Herausgeber der Wochenzeitschrift Znicz.
Znicz war eine Zeitschrift für soziale Bildung für das Dorf, die von 1930 bis 1939 in Warschau herausgegeben wurde.
Marcinkowski war Mitbegründer und Mitglied der Gesellschaft der Freunde des Museums von Wincenty Witos.
Marcinkowski war ein sozialer und politischer Aktivist.
In der Zwischenkriegszeit wurde er mehrfach wegen sozialer und politischer Aktivitäten verhaftet.
1948 zog er sich aus der politischen Tätigkeit zurück.

## Werke
- Unveröffentlichtes Buch Der Krieg kam nach Biskupice. Auf der Suche nach sich selbst – Erinnerungen an 1905–1945 (W poszukiwaniu samego siebie), über den 1. Weltkrieg, die Jahre 1914–1918.[3]
- Tagebücher
- Mitautor einer Studie über die Volksbewegung in Kleinpolen und Schlesien
- zahlreiche Artikel in der Volks- und Jugendpresse[2]
- Ruch ludowy w Małopolsce i na Śla̜sku : 1939–1945 ; ludzie myśl programowa prasa konspiracyjna[4]